# تشلسي هاموند
تشلسي هاموند (بالإنجليزية: Chelsea Hammond)‏ هي منافسة ألعاب القوى جامايكية، ولدت في 2 أغسطس 1983 في نيويورك في الولايات المتحدة.

## وصلات خارجية
- تشلسي هاموند على موقع الاتحاد الدولي لألعاب القوى (الإنجليزية)
- تشلسي هاموند على موقع اللجنة الأولمبية الدولية (الإنجليزية)
- تشلسي هاموند على موقع أوليمبيديا (الإنجليزية)